# Tõhela järv
Tõhela järv är en sjö i sydvästra Estland. Den ligger i Tõstamaa kommun i landskapet Pärnumaa, 120 km söder om huvudstaden Tallinn. Tõhela järv ligger 17 meter över havet. Arean är 3,2 kvadratkilometer. Den sträcker sig 2,8 kilometer i nord-sydlig riktning, och 1,8 kilometer i öst-västlig riktning. Den avvattnas av Paadrema jõgi.